# Christy Moore
Christopher Andrew 'Christy' Moore (nascido em 7 de maio de 1945, Newbridge, Irlanda) é um popular cantor, compositor e violonista de folk irlandês. Ele é mais conhecido como como um dos fundadores membros da Planxty. Seu primeiro álbum, Paddy on the Road  foi gravado com Dominic Behan (irmão de Brendan) em 1969. Em 2007, ele foi nomeado pelo People of the Year Awards como um dos melhores músicos irlandêses vivos no RTÉ.

## Discografia solo
- Paddy On The Road (1969)
- Prosperous (1972)
- Whatever Tickles Your Fancy (1975)
- Christy Moore (1976)
- The Iron Behind the Velvet (1978)
- Live in Dublin (1978)
- H Block (1980)
- Christy Moore and Friends (1981)
- The Time Has Come (1983)
- Ride On (1984)
- Ordinary Man (1985)
- The Spirit of Freedom (1986)
- Unfinished Revolution (1987)
- Voyage (1989)
- Smoke and Strong Whiskey (1991)
- King Puck (1993)
- Live at the Point (1994)
- Graffiti Tongue (1996)
- Traveller (1999)
- This is the Day (2001)
- Live at Vicar Street (2002)
- Burning Times (2005)
- Live at the Point (2006)
- Listen (2009)